# Rovaniemen maalaiskunta
Rovaniemen maalaiskunta (švédsky Rovaniemi landskommun, do češtiny volně přeložitelné jako Rovaniemi-Venkov) byla obec ve finské provincii Lappi (Laponsko). 1. ledna 2006 se obec sloučila s městem Rovaniemi.

Populace obce byla 21 803 obyvatel a její rozloha 7 915,51 km² (z čehož 409,06 km² připadalo na vodní plochy). Hustota zalidnění byla 2,9 obyvatel na km².

Území obce obklopovalo samostatnou obec Rovaniemi. V roce 2004 se představitelé obou obcí dohodli na vytvoření jediné obce, která vznikla 1. ledna 2006 pod názvem Rovaniemen kaupunki (Město Rovaniemi). Populace nové obce je téměř 61 000 obyvatel a s 8 016,84 km² je Rovaniemi nejrozlehlejším městem Finska a jedním z nejrozlehlejších na světě.